# Perungan Pojat Rovaniemi
Perungan Pojat Rovaniemi ist ein finnischer Volleyballverein aus Rovaniemi. Die erste Männermannschaft spielt in der obersten finnischen Liga (SM-Liga) und wurde bisher viermal Finnischer Meister. Sie trat von 2008 bis 2009 unter dem Namen Rovaniemi Santasport an und seit 2011 unter dem Namen Team Lakkapää.